# Pilogalumna cozadensis
Pilogalumna cozadensis är en kvalsterart som beskrevs av Nevin 1976. Pilogalumna cozadensis ingår i släktet Pilogalumna och familjen Galumnidae. Inga underarter finns listade i Catalogue of Life.